# Hydropionea oblectalis
Hydropionea oblectalis is een vlinder uit de familie van de grasmotten (Crambidae). De wetenschappelijke naam van de soort is voor het eerst gepubliceerd door George Duryea Hulst.
De soort komt voor in de Verenigde Staten (Arizona).